# Chaenomugil proboscideus
Chaenomugil proboscideus – gatunek morskiej ryby z rodziny mugilowatych (Mugilidae), jedyny przedstawiciel rodzaju Chaenomugil. Występuje we wschodnim Pacyfiku u wybrzeży Ameryki Północnej i Południowej – od Meksyku po północno-zachodnie Peru, także u wybrzeży wysp, w tym archipelagu Revillagigedo. Długość ciała do 22 cm.